# Robert A. Frosch

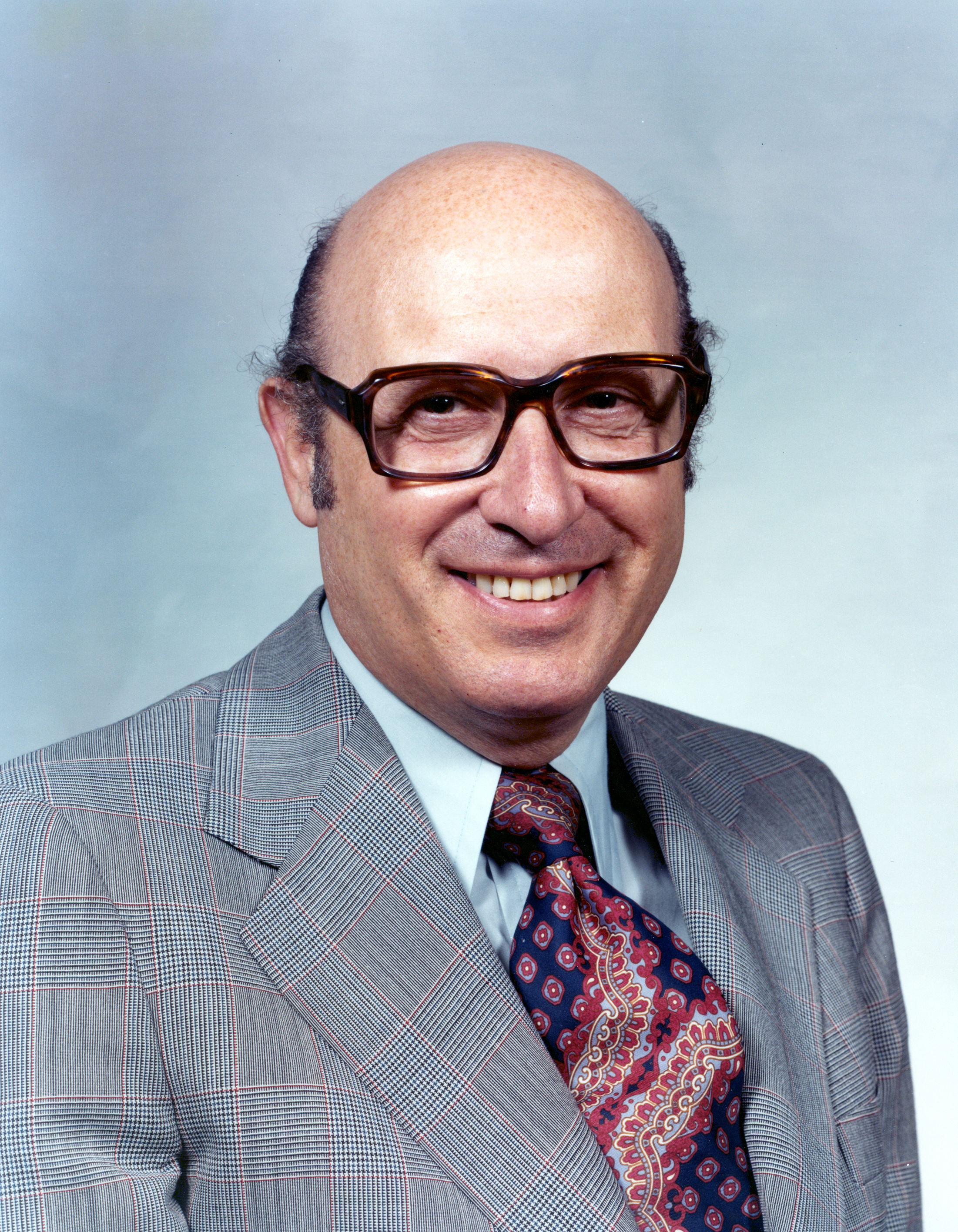
Robert A. Frosch

Robert Alan Frosch (ur. 22 maja 1928 w Nowym Jorku, zm. 30 grudnia 2020 w South Hadley) – amerykański naukowiec, piąty administrator Narodowej Agencji Aeronautyki i Przestrzeni Kosmicznej (NASA), urzędujący w latach 1977–1981 za prezydentury Jimmy’ego Cartera.